# Västergarn
Västergarn är en tätort (småort till 2023) i Gotlands kommun i Gotlands län och kyrkby i Västergarns socken, belägen på Gotlands västkust cirka 2,5 mil söder om centralorten Visby. SCB har namnsatte småorten till Västergarn och Stora Mafrids även om byn Stora Mafrids ligger någon kilometer nordost om denna bebyggelse. 
Delar av Stora Mafrids ägor ingår dock, liksom byarna Stelor, Lilla Mafrids, Halls, Övide, Lauritse, Lymans och Hamngården. Någon by med namnet Västergarn finns dock inte.
I Västergarn ligger Västergarns kyrka, som är en stenkyrka som saknar västtorn.
Här finns även Smaklösamuseumet som är Sveriges minsta museum.